# Station Halsou - Larressore
Station Halsou - Larressore is een spoorweghalte in de Franse gemeente Halsou.